# Lac Gabriel-Fleury
Pour les articles homonymes, voir Fleury.
Le lac Gabriel-Fleury fait partie du bassin versant du lac Ashuapmushuan, coulant dans le territoire non organisé de Lac-Ashuapmushuan, dans la municipalité régionale de comté (MRC) Le Domaine-du-Roy, dans la région administrative du Saguenay–Lac-Saint-Jean, dans la province de Québec, au Canada. Ce lac est situé en plein centre de la Réserve faunique Ashuapmushuan.
Le chemin de fer du Canadien National passe à seulement 1,4 km au nord, ainsi que la route 167 reliant Chibougamau à Saint-Félicien.

## Géographie
Le lac Gabriel-Fleury comporte une longueur de 1,5 km, une largeur maximale de 1,0 km et une altitude de 371 m. Ce lac est surtout alimenté par la rivière de la Licorne (venant du sud) et par la décharge (venant du nord) du lac Douvier. Ce lac comporte une grande zone de marais autour de la baie de l'est, ainsi que dans la zone de la confluence de la rivière de la Licorne.
L’embouchure du lac Gabriel-Fleury est localisée à :
- 2,5 km au sud du chemin de fer du Canadien National et de la route 167;
- 2,5 km à l'est du lac Chigoubiche;
- 12,1 km à l'est de l’embouchure du lac Ashuapmushuan (soit la tête la rivière Ashuapmushuan).

L'embouchure du lac Gabriel-Fleury est située sur sa rive ouest. À partir de là, le courant traverse le lac du Grand Duc (altitude: 371 m) vers le sud sur 12,8 km; puis descend la décharge de ce dernier lac sur 7,3 km, puis travers le lac Ashuapmushuan sur 12,8 km; descend successivement le cours de la rivière Ashuapmushuan sur 193 km (soit sa pleine longueur), puis traverse le lac Saint-Jean vers l'est sur 41,1 km (soit sa pleine longueur), emprunte le cours de la rivière Saguenay via la Petite Décharge sur 172,3 km vers l'est jusqu'à Tadoussac où il conflue avec l’estuaire du Saint-Laurent.

## Toponymie
Le toponyme « lac Gabriel-Fleury » a été officialisé le 5 décembre 1968 par la Commission de toponymie du Québec. Il existe également un lac Gabriel-Fleury sur le territoire d'Eeyou Istchee Baie-James, à ne pas confondre.